# Meerburg
Meerburg is een woonbuurt in de Nederlandse stad Leiden, die deel uitmaakt van wijk Roodenburgerdistrict.